# Nachingwea
Nachingwea es un valiato de Tanzania perteneciente a la región de Lindi.
En 2012, el valiato tenía una población de 178 464 habitantes.
El valiato se ubica en la esquina suroccidental de la región, limitando al suroeste con la región de Ruvuma y al sur con la región de Mtwara. La localidad se ubica unos 40 km al norte de Masasi, sobre la carretera que lleva a Liwale.
Recibe su topónimo de un árbol junto al cual los habitantes del pueblo de Ruponda iban a buscar agua. La localidad fue desarrollada por los colonos británicos de Tanganica como un centro de producción de maní a mediados del siglo XX. Durante la guerra de Independencia de Mozambique, la localidad fue una de las principales sedes del Frente de Liberación de Mozambique. Actualmente el valiato alberga importantes minas de níquel.

## Subdivisiones
Se divide en las siguientes 26 katas:
- Chiola
- Kiegei
- Kilimahewa
- Kilimarondo
- Kipara Mnero
- Lionja
- Marambo
- Matekwe
- Mbondo
- Mkoka
- Mkotokuyana
- Mnero Miembeni
- Mnerongongo
- Mpiruka
- Mtua
- Naipanga
- Naipingo
- Namapwia
- Namatula
- Nambambo
- Namikango
- Nangowe
- Nditi
- Ndomoni
- Ruponda
- Stesheni